# Anarchie, stát a utopie
Anarchie, stát a utopie je kniha z roku 1974 amerického politického filozofa Roberta Nozicka. V roce 1975 vyhrála americkou národní knižní cenu v kategorii filozofie a náboženství,, byla přeložena do 11 jazyků, a vyhlášena jednou ze „100 nejvlivnějších knih od války“ (1945-1995) britským časopisem Times Literary Supplement 
V opozici proti Teorii spravedlnosti (1971) Johna Rawlse, a v rámci debaty s Michaelem Walzerem, Nozick argumentuje ve prospěch minimálního státu, „omezeného na úzké funkce ochrany proti krádeži, podvodům, násilí, na zajištění vymáhání smlouvy atd. “ Když stát přebírá více odpovědností než tyto, tvrdí Nozick, porušuje něčí práva. Na podporu myšlenky minimálního státu předkládá Nozick argument, který ilustruje, jak minimální stav vzniká přirozeně z anarchie a proč je neoprávněné jakékoli rozšíření státní moci za tento minimální práh.

## Shrnutí
Klíčovou součástí knihy je Nozickova teorie oprávnění (Entitlement theory), která pohlíží na lidi jako na vlastníky sebe sama a ospravedlňuje transfery zboží, peněz či jiných statků jen za podmínky souhlasu jejich vlastníků. Je ovlivněna díly Johna Locka, Immanuela Kanta a Friedricha Hayeka.
Kniha také obsahuje obranu minarchismu proti extrémnějším názorům, jako je anarchokapitalismus (ve kterém neexistuje žádný stát a jednotlivci musí uzavřít smlouvy se soukromými společnostmi o všech službách). Nozick tvrdí, že anarchokapitalismus by se nevyhnutelně proměnil v minarchistický stát, aniž by porušil některý z principů neagrese, a to kvůli případnému vzniku jediné lokálně dominantní (soukromé) obranné a soudní agentury, se kterou spolupracovat je v zájmu každého, protože jiné agentury nejsou schopny efektivně konkurovat výhodám agentury s většinovým pokrytím. Proto, i když je anarchokapitalistická teorie správná, vede k jediné, třebaže soukromé, agentuře, která je sama o sobě de facto „státem“. Anarchokapitalismus tedy může existovat pouze po omezenou dobu, než se objeví minimální stát.

### Filozofická část
Předmluva Anarchie, státu a utopie obsahuje pasáž o „obvyklém způsobu prezentace filosofické práce“ - o její prezentaci, jako by to které filozofické dílo mělo být naprosto konečným řešením té které problematiky. Nozick věří, že filozofové jsou ve skutečnosti skromnější a že si jsou vědomi slabostí svých děl. Přesto přetrvává jakási filozofická snaha „stlačit a přesunout věci tak, aby se vešly do určitého očekávaného prostoru“. Boule a problémy takového prostoru jsou maskovány nebo je příčina boule odsunuta tak, aby zůstala bez povšimnutí. Pak „Rychle zjistíte úhel, ze kterého se zdá, že všechno zapadá, a pořídíte snímek dřív, než se problém projeví i zde.“ Po návratu z temné komory, „zbývá zveřejnit fotografii jako zachycení toho, jak věci jsou, a konstatovat, že do jiného tvaru zapadnout nemohou.“ Jak se tedy práce Nozicka liší od této formy činnosti? Dle Nozickova vyjádření „věří tomu, že co říká, je správně“, ale nemaskuje boule: „pochybnosti a obavy a nejistoty, ale i domněnky, úvahy a argumenty.“

## Další témata zahrnutá v knize

### Retributivní a odstrašující teorie trestu
V kapitole 4 Nozick řeší dvě teorie trestu: zastrašující a retributivní. Abychom je mohli porovnat, musíme vzít v úvahu, jaké je rozhodnutí, kterému čelí potenciální přestupce. Jeho rozhodnutí může být určeno podle vzorce:
{\displaystyle G\cdot (1-p)-(C+D+E)\cdot p}
Kde G jsou přínosy z porušení práv oběti, p je pravděpodobnost, že bude chycen, a (C + D + E) jsou náklady, kterým by pachatel čelil, pokud by byl chycen. Konkrétně, C je plná náhrada škody oběti, D jsou všechny emoční náklady, kterým by pachatel čelil, pokud by byl chycen (zatčení, postavením před soud, vězněním a podobně) a E jsou finanční náklady na pátrání, zadržení a soud, které mu budou též předloženy k úhradě.
Pokud je výsledek této rovnice kladný, potenciální pachatel bude mít motivaci porušovat práva potenciální oběti.
Zde přicházejí do hry dvě teorie. V rámci retributivního soudního rámce by měly být na přestupce uvaleny dodatečné náklady R, které jsou úměrné způsobené škodě (nebo škodě, které měla či mohla být způsobena).
Konkrétně {\displaystyle R=r\cdot H}, kde r je míra odpovědnosti, kterou má pachatel. Platí, že {\displaystyle 0\leq r\leq 1} .
Proto by následky, kterým by potenciální přestupce nyní čelil, byly následující:
{\displaystyle G\cdot (1-p)-(C+D+E+R)\cdot p}
Ale to stále neodradí všechny potenciální přestupce. Rovnice by byla kladná, pokud je G (možný zisk) dostatečně vysoká, a co je důležitější, pokud je p (pravděpodobnost dopadení) nízká. To znamená, že pokud je velmi nepravděpodobné, že vás chytí, můžete se dosti rozumně rozhodnout, že zločin spácháte, i když budete muset čelit novým, zvýšeným, nákladům R. Proto retributivní teorie spravedlnosti nezabrání některým selhání odstrašení.
Na druhé straně teorie zastrašování („trest za zločin by měl být minimální nezbytný k tomu, aby byl pachatel odrazen od páchání“) neposkytuje dostatečné vodítko ohledně toho, kam, jak, a do jaké míry se má odstrašení zaměřit. Má-li být zamezeno každému možnému porušení práv, „bude sankce stanovena nepřijatelně vysokou“. Problém je v tom, že přestupce může být potrestán mnohem více, než by bylo adekvátní ke škodě, kterou způsobil (nebo hodlal, či mohl způsobit) za účelem odrazení ostatních lidí .
Podle Nozicka by utilitární reakcí na poslední problém bylo zvyšovat trest až do okamžiku, kdy by bylo trestem vytvořeno více neštěstí, než od kolika budou uchráněni ti, kteří se v důsledku dalšího trestu (a z něj vyplývajícího odstrašení) nestanou oběťmi. Ale to vyvolává další problém: mělo by štěstí oběti při výpočtu mít větší váhu než štěstí zločince? Pokud ano, kolik?
Nozick tak dospívá k závěru, že retiributivní princip je lepší z důvodu jednoduchosti.
Stejně tak podle retributivní teorie tvrdí, že sebeobrana je přijatelná a možná, i když oběť používá více síly, než bylo použito k útoku. Navrhuje, aby maximální množství síly, které může napadená oběť použít, bylo:
{\displaystyle f(H)+r\cdot H~~~~~(kde~~f(H)\geq H)}
V tomto případě je H újma, kterou si oběť (případně někdo, kdo oběti přijde na pomoc) myslí, že pachatel oběti způsobí. Pokud však použije více síly než f (H), musí se tato dodatečná síla odečíst od trestu, který pachatel obdrží.